# Christophorus 12
Christophorus 12 ist das Rufzeichen eines auf dem Flughafen Graz stationierten Notarzthubschraubers des Christophorus Flugrettungsvereins unter dem Dach des Österreichischen Automobil-, Motorrad- und Touring Clubs (ÖAMTC).

## Geschichte
Der ÖAMTC übernahm mit seinem Christophorus Flugrettungsverein am 1. Juli 2001 den Flugrettungsdienst im Raum Graz, der dort 1986 vom Bundesministerium für Inneres eingerichtet worden war. Der vorhandene BMI-Notarzthubschrauber des Typs AS350, der auf der Flugeinsatzstelle Graz stationiert war, wurde an den Christophorus Flugrettungsverein überstellt und von diesem weitergenutzt. Der Hubschrauber, der bis dahin das Rufzeichen Martin 4 nutzte, erhielt somit das Rufzeichen Christophorus 12.
Seit Jänner 2009 wird ein neugebauter Heliport mit Hangar auf dem Gelände des Flughafens Graz als Einsatzbasis für den Notarzthubschrauber genutzt. Die dortige Einsatzbasis wird als Christophorus-Standort 12 bezeichnet. Derzeit (Stand 2024) kommt der Eurocopter EC 135 mit dem Luftfahrzeugkennzeichen OE-XVR unter dem Rufzeichen Christophorus 12 zum Einsatz.
Der Hubschrauber wird durch die Rettungsleitstelle Steiermark alarmiert und fliegt mit steigender Tendenz etwa 1200 bis 1400 Einsätze im Jahr. Die tägliche Einsatzbereitschaft beginnt um etwa 6 Uhr und endet mit der bürgerlichen Abenddämmerung.
Die eingesetzte Maschine des Typs H135 wird aus dem Flottenpool des Christophorus Flugrettungsvereins gestellt und wird je nach Wartungsbedarf regelmäßig durch eine andere baugleiche Maschine ersetzt.